# Rossella gianfagna
Rossella Gianfagna (Campobasso, 5 febbraio 1966) è un'insegnante italiana specializzata in didattica inclusiva. Ideatrice di progetti di inclusione scolastica e innovazione educativa che hanno ricevuto rilevanza nazionale.
Dal 2019 è la prima donna a ricoprire l’incarico di Rettore del Convitto Nazionale Mario Pagano di Campobasso, dove ha promosso programmi di didattica innovativa e apertura culturale alla cittadinanza.
Dal 2024 è presidente della delegazione molisana della Federazione Italiana Hockey, per l’introduzione dell’hockey indoor nelle scuole.
Nel 2015 ha ideato il progetto A scuola senza sbarre, realizzato presso l'Istituto Pilla di Campobasso, iniziativa premiata da Coldiretti in occasione di Expo 2015 per l’impegno sociale.
Ha ricevuto riconoscimenti istituzionali, tra cui il Premio Maria Rossi Sabelli (2016) e la Targa d’onore del Centro Studi Molisano (2023).

## Incarichi
Oltre all’attività scolastica, Gianfagna ha ricoperto diversi incarichi istituzionali e associativi legati ai temi dell’inclusione sociale, della formazione e delle pari opportunità.
Dal 2017 al 2019 è stata Consigliere onorario presso la Corte d’appello di Campobasso, sezione per i minorenni.
Dal 2010 al 2014 ha ricoperto l’incarico di responsabile regionale del Centro Territoriale di Supporto (CTS) per l’inclusione scolastica.
È stata presidente della sede di Campobasso del CNIS – Comitato Nazionale Insegnanti Specializzati (1999–2005) e componente della Commissione regionale per le pari opportunità della Regione Molise (2004–2005).
Dal 2021 fa parte del direttivo nazionale dell’Associazione Nazionale Istituti Educativi Statali.
Nel 2016 è stata nominata ambasciatrice della Fondazione Dynamo Camp Onlus, realtà del terzo settore impegnata nel sostegno ai minori con patologie gravi.

## Pubblicazioni
- Rossella Gianfagna, Tra storia e innovazione, in Tuttoscuola, a.s. 2019/2020.[11]
- Rossella Gianfagna, Antonio Presutti, Lettera (agli studenti) sulla politica, Rubbettino Editore, 2016, ISBN 9788849847435.[12]
- Rossella Gianfagna, Maria Valenza, Il tirocinio formativo per il docente di sostegno, Pensa MultiMedia, 2014, ISBN 9788867601465.[13]
- AA.VV., L’integrazione scolastica e sociale, Erickson, 2007, ISBN 9788879468959.[14]
- AA.VV., Disagio scolastico: attività di sostegno ai minori, CNIS, 2006.[15]
- AA.VV., Sostegno, Istituto Didattico Editore, 1999.